# Pyrocystis

Phasenkontrastbild von Pyrocystis sp., gefunden 1999 im Atlantik vor Caminha (Portugal).

Pyrocystis ist eine Gattung biolumineszierender planktonischer Dinoflagellaten aus der Familie Pyrocystaceae.
Sie kommt in Wassertiefen von etwa 100 m vor.
Über die genaue Klassifizierung innerhalb der Dinophyceae und die Erstautorenschaft gibt es derzeit keine Einigkeit.

## Artenliste
Die Zugehörigkeit einzelner Arten zur Gattung wird derzeit immer noch diskutiert. Mit Stand 28. Februar 2025 ist die Situation wie folgt:
Gattung Pyrocystis(N) (Schütt) Lemmermann, 1899(I) bzw. J. Murray ex Haeckel, 1890(O,W,T) bzw. Wyville-Thompson, 1876(A) bzw. Haeckel 1890(e)
- Pyrocystis acuta Kofoid, 1907(O,W,A,T,e)
- Pyrocystis apiculata F. J. R. Taylor, 1976(W,e) [Pyrocystis apiculatus F. J. R. Taylor(A?)]
- Pyrocystis elegans Pavillard, 1931(O,W,T,e)[7]
- Pyrocystis ellipsoides (Haeckel) Lemmermann, 1899(W,A,e)
- Pyrocystis fusiformis(e)[8][9] C. W. Thomson, 1876(N,O,W,A) bzw. (W. Thomson, 1876) Murray, 1885(I)[10] bzw. (Haeckel) Blackman, 1902(T) [Dissodinium fusiforme (Wyville-Thomson ex Murray) Matzenauer; Dissodinium fusiformis (J. Murray) Matzenauer, 1933; Murracystis fusiformis (C. W. Thomson) Haeckel, 1890[10]]
- Pyrocystis gerbaultii Pavillard, 1935(O,W,A,e)
- Pyrocystis hamulus(I) Cleve, 1900(O,W,A,T,e)
- Pyrocystis jusiformis (Haeckel) Blackman(e)
- Pyrocystis lanceolata(I) Schröder, 1900(O,W,A,e)
- Pyrocystis lunata (Schütt) Schütt(W?,e) – möglicherweise verschrieben für P. lunula.
- Pyrocystis lunella[8] – möglicherweise verschrieben für P. lunula.
- Pyrocystis lunula(N,I,e)[11] (Schütt) Schütt, 1896(O,W,A) bzw. Schütt, 1895(T) [Gymnodinium lunula Schütt, 1895(N)]
- Pyrocystis margalefii Léger, 1973(W) ⟹ Dissodinium pseudolunula Swift ex Elbrächter & Drebes(A)
- Pyrocystis minima (Matzenauer) Schiller, 1937(W,A,e)
- Pyrocystis murrayana (E. H. P. A. Haeckel) Lemmermann(A?)
- Pyrocystis noctiluca(N,e) Stein, 1883(I)
- Pyrocystis noctiluca(N,e) Murray ex Haeckel, 1890(O) bzw. Haeckel, 1890(T) ⟹ Pyrocystis pseudonoctiluca(O,W) (Doppelvergabe)
- Pyrocystis obtusa Pavillard, 1931(O,W,A,e)
- Pyrocystis pseudonoctiluca(I) Wyville-Thompson, 1876(O,W,A,e) [Pyrocystis noctiluca Murray ex Haeckel, 1890(O); Dissodinium pseudonoctiluca Swift ex Elbrachter & Drebes(W)]
- Pyrocystis rhomboides (Matzenauer) Schiller, 1937(W,A,e)
- Pyrocystis robusta(I) Kofoid, 1907(O,W,A,T,e)
- Pyrocystis semicircularis (Schröder) ⟹ Pyrocystis hamulus var. semicircularis Schröder 1906(A?)
- Pyrocystis sp. CCAP 1131/1(N)
- Pyrocystis sp. CCAP 1131/2(N)
- Pyrocystis sp. NY007(N)

Es bedeuten:
(N) – Taxonomie des National Center for Biotechnology Information (NCBI)
(I) – Integrated Taxonomic Information System (ITIS)
(O) – Ocean Biogeographic Information System (OBIS)
(W) – World Register of Marine Species (WoRMS)
(A) – AlgaeBase
(T) – The Taxonomicon
(e) – Encyclopedia of Life (eoL)
? – unsicher

## Pyrocystis fusiformis
Pyrocystis fusiformis (englischer Trivialname: firefly of the sea ‚"Glühwürmchen des Meeres‘) ist eine Alge des marinen Phytoplanktons, die in der letzten Zeit vom Team OCEAN GREEN untersucht wurde.
Als Bestandteil des Phytoplanktons ist P. fusiformis wie Pflanzen autotroph und bezieht seine Energie tagsüber durch Photosynthese und lebt daher nachts von den Reserven.
P. fusiformis kann in küstennahen Meeresgewässern ein blaues Glitzern in der Nacht verursachen.
Das Art-Epitheton fusiformis leitet sich von der spitz zulaufenden bzw. spindelförmigen Form ab. 
Als Größe wird von einigen Quellen 1 μm angegeben, was 0,001 mm entspricht.

## Pyrocystis noctiluca
(Auch) Pyrocystis noctiluca nutzt das Aufblähen der Zellen für die vertikale Migration im Ozean, wie von Larsen et al. 2024 berichten. Die durch Kalzium ausgelöste Aufblähung verändert schnell die Zelldichte im Verhältnis zum Meerwasser. Ein „retikuliertes“ zytoplasmatisches Netzwerk ermöglicht eine 6-fache Volumenvergrößerung ohne Verdünnung in weniger als 10 Minuten. Mit Hilfe eines mathematischen Modells wurde simuliert, wie dieses Aufblähen den Zellen hilft, bei Tagesanbruch der „Schwerkraftfalle“ mittels Auftrieb zu entkommen.
Vertikalen Wanderungen pelagischer Organismen spielen offenbar allgemein eine entscheidende Rolle in marinen Ökosystemen und damit bei den globalen biogeochemischen Kreisläufen. Viele marine Planktonarten (darunter auch Phytoplankton, d. h. einzelliges pflanzliches Plankton) lassen sich nicht einfach treiben, sie navigieren aktiv und durchaus gezielt durch die Wasserschichten des Ozeans nach oben. Möglicherweise stellen sie sogar die größte tägliche Biomassenbewegung auf der Erde dar, bei der einige einzellige Protisten dieser vielfältigen Organismengruppe täglich Tiefen von mehr als 50 m durchqueren, ohne dafür Geißeln oder Flimmerhärchen zu benutzen. Pyrocystis noctiluca gilt als Modellsystem für derartige Vorgänge.

## Pyrocystis lunula
Die Spezies Pyrocystis lunula ist im Atlantik in Wassertiefen im 100 m heimisch, etwa um Martinique und im südlichen Golf von Mexiko. Ihr Verbreitungsgebiet könnte von Brasilien (Rio de Janeiro) bis zu den USA reichen. Sie kommt aber auch im Zentralpazifik vor Mexiko vor. Die Art ist ebenfalls einzellig und planktonisch.